# Halisiphonia megalotheca
Halisiphonia megalotheca är en nässeldjursart som beskrevs av George James Allman 1888. Halisiphonia megalotheca ingår i släktet Halisiphonia och familjen Hebellidae. Inga underarter finns listade i Catalogue of Life.